# Natálie Martináková
Natálie Martináková (* 6. Juli 1998 in Ostrava, ) ist eine tschechische Unihockeyspielerin. Sie stammt aus dem tschechischen Ostrava, wo sie schon in der Jugend beim Spitzenclub 1. SC Vítkovice spielte. 2018 wechselte sie in die Schweiz zum Nationalliga-A-Verein UHC Kloten-Dietlikon Jets. Mit den Jets wurde sie gleich in ihrer ersten Saison 2019 Schweizer Meisterin und Pokal-Siegerin. 2020 konnte die Saison nicht zu Ende gespielt werden, der Cup-Final ging dieses Mal gegen Piranha Chur verloren.
Martináková wurde 2018 für die tschechische Nationalmannschaft aufgeboten. Sie spielte die Qualifikation und bei der Weltmeisterschaft in Neuenburg und erzielte je vier Tore und acht Assists. Die Tschechinnen erreichten den vierten Rang.
Martináková hat ihre Karriere wegen Knieproblemen nach der Saison 2020/21 beendet. Sie erzielte 155 Scorerpunkte in drei Saisons in der tschechischen Extraliga und 80 Scorerpunkte in drei Saisons in der Schweizer NLA. Nach zwölf Jahren Unihockey war sie  eine Assistenztrainerin bei den Juniorinnen U21 A von UHC Kloten-Dietlikon Jets und sie gewann den Schweizermeister-Titel mit dem Team.
Derzeit arbeitet sie beim Nationalliga-A-Verein Zug United als Assistenztrainerin bei den NLA-Frauen.